# 纳兰迪巴
纳兰迪巴是巴西圣保罗州的一个市镇。总面积358.139平方公里，总人口4190人，人口密度11.7人/平方公里。